# Colm Meaney
Pour les articles homonymes, voir Meaney.
Colm J. Meaney est un acteur irlandais né le 30 mai 1953 à Dublin.
Il est principalement connu pour le rôle de Miles O'Brien dans les séries Star Trek : La Nouvelle Génération et Star Trek : Deep Space Nine.

## Biographie

### Jeunesse
Colm Meaney naît le 30 mai 1953 à Dublin.

### Vie privée
Il a été marié à Bairbre Dowling de 1977 à 1994, de qui il a eu une fille, Brenda, née en 1989. Il a ensuite épousé Ines Glorian en 2007.

## Carrière
À deux reprises, il a interprété des rôles d'entraineurs de football : dans The Damned United, il joue le rôle de Don Revie (entraineur de Leeds United), et dans Pelé : Naissance d’une légende, il joue George Raynor (sélectionneur de la Suède).
En 2017, il interprète le rôle principal de James Burbage dans la série télévisée Will.

## Filmographie

### Cinéma
- 1981 : Nailed : Jeune manifestant
- 1987 : Omega Syndrome : Sean
- 1987 : Gens de Dublin (The Dead) : M. Bergin
- 1990 : Dick Tracy : Policier chez Tess
- 1990 : 58 Minutes pour vivre (Die Hard 2) : Pilote (Avion d'Air Windsor)
- 1990 : Bienvenue au Paradis (Come See the Paradise) : Gerry McGurn
- 1991 : Les Commitments (The Commitments) : Jimmy Rabbitte, Sr.
- 1992 : Le Cheval venu de la mer (Into the West) : Barreller
- 1992 : Horizons lointains (Far and Away) : Kelly
- 1992 : Le Dernier des Mohicans (The Last of the Mohicans) : Major Ambrose
- 1992 : Piège en haute mer (Under Siege) : Doumer
- 1993 : The Snapper : Dessie Curley
- 1994 : La Guerre des boutons, ça recommence (War of the Buttons) : le père de Géronimo
- 1994 : Aux bons soins du docteur Kellogg (The Road to Wellville) : Dr Lionel Badger
- 1995 : L'Anglais qui gravit une colline mais descendit une montagne (The Englishman Who Went Up a Hill But Came Down a Mountain) : Morgan the Goat
- 1995 : Ripple (court métrage) : Nathan
- 1996 : The Van : Larry
- 1996 : The Last of the High Kings : Jim Davern
- 1997 : Owd Bob : Keith Moore
- 1997 : Les Ailes de l'enfer (Con Air) : Agent Duncan Malloy de la DEA
- 1998 : La Loi du sang (Monument Ave.) de Ted Demme : Jackie O'Hara
- 1998 : Claire Dolan : Roland Cain
- 1998 : This Is My Father : Seamus, propriétaire du Bed-and-Breakfast
- 1998 : October 22 : Steve
- 1999 : Most Important : Dan O'Neill
- 1999 : Four Days : Fury
- 1999 : Mystery, Alaska : le maire Scott R. Pitcher
- 1999 : Chapter Zero : Frank Lazarus
- 2001 : Backflash (vidéo) : Gin O'Malley
- 2001 : Mon cher ennemi (How Harry Became a Tree) : Harry
- 2003 : Intermission : Jerry Lynch
- 2003 : The Boys from County Clare : Jimmy
- 2004 : Blueberry, l'expérience secrète (Blueberry) : Jimmy McClure
- 2004 : Layer Cake : Gene
- 2004 : Nouvelle-France : Benjamin Franklin
- 2005 : Five Fingers : Gavin
- 2005 : Turning Green : Tom
- 2006 : A Lobster Tale : Cody
- 2007 : The Metrosexual : le maire
- 2007 : Kings (en) de Tommy Collins (en) : Joe Mullan
- 2008 : Assurance suicide (Clean Break) : Trevor Jones
- 2008 : Three and Out : Tommy Cassidy
- 2009 : The Damned United : Don Revie
- 2009 : L'Incroyable Course : Frank Kensay
- 2009 : Que justice soit faite (Law Abiding Citizen) : l'inspecteur Dunningan
- 2010 : American Trip (Get Him To The Greek) : Jonathan Snow
- 2010 : Alleged : H. L. Mencken
- 2011 : La Conspiration : David Hunter
- 2011 : Parked : Fred Daly
- 2011 : Coup de filet (en) (Whole Lotta Sole) : Detective Weller
- 2011 : The Flight of the Swan : Giannopolus
- 2011 : The Hot Potato : Harry
- 2011 : El perfecto desconocido : Mark O'Reilly
- 2012 : Sans issue (The Cold Light of Day) de Mabrouk El Mechri : Bandler (non crédité)
- 2012 : Soldiers of Fortune : Carter Mason
- 2012 : Bel Ami de Declan Donnellan et Nick Ormerod : M. Walter
- 2013 : Where the Devil Hides (The Devil's Hand) de Christian E. Christiansen : le Père Beacon
- 2013 : Un incroyable talent (One Chance) de David Frankel : Roland
- 2013 : Drôles de dindes : Myles Standish (voix)
- 2013 : A Belfast Story : Detective
- 2013 : Alan Partridge: Alpha Papa : Pat Farrell
- 2014 : The Yank : Fintan McGuire
- 2016 : The Secrets of Emily Blair : Père Avital
- 2016 : Norm (Norm of the North) : Grand-Père (voix)
- 2016 : Pelé : Naissance d'une légende (Pelé: Birth of a Legend) de Jeff Zimbalist et Michael Zimbalist : George Raynor
- 2017 : The Secret Man - Mark Felt (Mark Felt: The Man Who Brought Down the White House) de Peter Landesman : Agent de la CIA
- 2019 : Tolkien de Dome Karukoski : Père Francis Morgan
- 2019 : Seberg de Benedict Andrews (en)
- 2019 : The Banker de George Nolfi
- 2022 : Marlowe de Neil Jordan : Bernie Ohls
- 2023 : In the Land of Saints and Sinners de Robert Lorenz : Robert McQue
- 2024 : Le Clan des bêtes (Bring Them Down) de Christopher Andrews : Ray O'Shea

### Télévision

#### Téléfilms
- 1983 : Playboy of the Western World : Shawn
- 1984 : The Hidden Curriculum : David Dunn
- 1987 : Kenny Rogers as The Gambler, Part III: The Legend Continues : Tinkerer
- 1989 : Témoin à tuer (en) : Meagher
- 1993 : The Snapper : Dessie Curley - Rabbitte
- 1998 : Vig (vidéo) : Al Sheehan
- 1999 : Le Monde magique des léprechauns : Seamus Muldoon
- 2002 : R.U.S.H. : Capitaine Mike Gunnison
- 2002 : King of Texas : M. Tumlinson
- 2004 : Zenon: Z3 : Commandant Plank
- 2004 : Bad Apple : Gibbons
- 2005 : Briar & Graves : Père Alister McSweeney
- 2006 : Enterrés vivants (Caved In) : Vincent
- 2006 : Sixty Minute Man : Charlie
- 2015 : Dangerous Arrangement : Leslie

#### Séries télévisées
- 1978 : Z-Cars (saison , épisode  : Pressure) : McGlin
- 1981 : Les Roses de Dublin (mini-série) : Michael Kavanaugh
- 1982 : Strangers (saison , épisode  : Charlie's Brother's Birthday) : Peter Smolett
- 1982 : Play for Tomorrow (saison , épisode  : Easter 2016) : Kevin Murphy
- 1986 : Clair de lune (Moonlighting) (saison 3, épisode 07 : Rock Around Shakespeare) : Katerina Suitor (sous le nom de Colm Meany)
- 1987 : Histoires de l'autre monde (Tales from the Dark Side) (saison , épisode  : Beetles) : Constable
- 1987 : Les Enquêtes de Remington Steele (Remington Steele) (saison 5, épisode 03 : Un mari modèle [2/2]) : Homme dans la taverne
- 1987 - 1989 : On ne vit qu'une fois (One Life to Live) : Patrick London #2 / Alf
- 1987 - 1994 : Star Trek : La Nouvelle Génération (Star Trek: The Next Generation) (52 épisodes) : Miles O'Brien
- 1990 : Le Père Dowling (Father Dowling Mysteries) (saison 3, épisode 06 : The Undercover Nun Mystery) : Ernie
- 1990 : Equal Justice (saison , épisode  : The Art of the Possible) : Nucchi
- 1991 : MacGyver (saison 7, épisode 07 : MacGyver le preux : 1re partie) : Dr Irwin Malcolm
- 1991 : The New Adam-12 (saison , épisode  : Panic in Alverez Park) : Père
- 1993 : Brooklyn Bridge (saison , épisode  : Good as Gold) : M. Kramer
- 1993 : Docteur Quinn, femme médecin (Dr. Quinn, Medicine Woman) (saison , épisode  : Dr. Quinn, Medicine Woman) : Jake Slicker
- 1993 - 1999 : Star Trek: Deep Space Nine (173 épisodes) : Premier Maitre Miles O'Brien, Chef des opérations de DS9
- 1994 : Scarlett : Père Colum O'Hara
  - (saison 1, épisode 02)
  - (saison 1, épisode 03)
- 1996 : Gargoyles, les anges de la nuit (saison 2, épisode 32 : Le Chien d'Ulster) : M. Dugan (voix)
- 2002 : Random Passage (mini-série) : Thomas Hutchings
- 2004 : Les Enquêtes de Murdoch (The Murdoch Mysteries) : Inspecteur Brackeneid
  - (saison 1, épisode 01 : D'un courant à l'autre)
  - (saison 1, épisode 02 : Une malle ensanglantée)
- 2004 - 2006 : Stargate Atlantis (Stargate: Atlantis) : Cowen
  - (saison 1, épisode 08 : Apparences)
  - (saison 1, épisode 10 : En pleine tempête (1/2))
  - (saison 2, épisode 17 : Coup d'État)
- 2005 : New York, section criminelle (Law and Order: Criminal Intent) : Juge Harold Garrett
  - (saison 5, épisode 06 : Portées disparues)
  - (saison 5, épisode 07 : Le voile est levé)
- 2006 : The Unit : Commando d'élite (The Unit) (saison 1, épisode 06 : Rivalités) : Chargé D'Affaires
- 2006 : Opération Hadès (Covert One: The Hades Factor) (mini-série) : Peter Howell
- 2007 : Men in Trees : Leçons de séduction (Men in Trees) : Bob O'Donnell
  - (saison 1, épisode 17 : Une proposition indécente)
  - (saison 2, épisode 06 : Tir groupé)
- 2008 : New York, police judiciaire (Law and Order) (saison 19, épisode 03 : Liberté provisoire) : Wyatt Landon
- 2009 : Mercy Hospital (Mercy) (saison 1, épisode 02 : D'instinct et d'expérience) : Dr Parks
- 2009 : Les Simpson (The Simpsons) (saison 20, épisode 14 : Au nom du grand-père) : Tom O'Flanagan (voix)
- 2009 : ZOS: Zone of Separation (mini-série) : George Titac
- 2009 : Alice au pays des merveilles (Alice) : Roi de Cœur
- 2011 - 2015 : Hell on Wheels : L'Enfer de l'Ouest (Hell on Wheels) (43 épisodes) : Thomas « Doc » Durant
- 2014 : The Driver (mini série) : The Horse
- 2015 : Childhood's End (mini-série)
- 2017 : Will : James Burbage
- 2022 : The Serpent Queen : François Ier (mini-série)

## Voix francophones
En France
| - Gilbert Lévy dans : - Horizons lointains - Piège en haute mer - Scarlett (mini-série) - La guerre des boutons, ça recommence - Aux bons soins du docteur Kellogg - Four Days (it) - New York, section criminelle (série télévisée) - Men in Trees : Leçons de séduction (série télévisée) - The Damned United - L'incroyable course - Que justice soit faite - Childhood's End : Les Enfants d'Icare (mini-série) - The Banker - Jean-Pierre Rigaux dans (les séries télévisées) : - Star Trek : La Nouvelle Génération - Star Trek: Deep Space Nine - Stargate Atlantis - Daniel Nicodème dans : - Gangs of London (série télévisée) - No Way Up (en) | Et aussi - Jean-Claude Robbe dans Les Commitments - Michel Fortin dans 58 minutes pour vivre - Daniel Russo dans L'Anglais qui gravit une colline mais descendit une montagne - Jacques Frantz dans Les Ailes de l'enfer - Gabriel Le Doze dans Layer Cake - Jean-François Aupied dans Assurance suicide - Michel Prud'homme dans Alice au pays des merveilles (mini-série) - Jean-Jacques Moreau dans American Trip - Benoît van Dorslaer dans La Conspiration - Frédéric Popovic dans Hell on Wheels : L'Enfer de l'Ouest (série télévisée) - Richard Leblond dans Sans issue - Philippe Catoire dans Soldiers of Fortune - Patrick Raynal dans Bel-Ami - Jérôme Keen dans Un incroyable talent - Bruno Bulté dans Pelé : Naissance d'une légende - Serge Biavan dans The Driver (mini-série) - Patrick Bonnel dans Tolkien - Paul Borne dans Seberg - Jacques Bouanich dans Marlowe - Martin Spinhayer dans Saints and Sinners |